# Charles Théophile Bruand d’Uzelle
Charles Théophile Bruand d'Uzelle, född den 5 mars 1808, död den 3 augusti 1861, var en fransk entomolog som var specialiserad på fjärilar, särskilt mikrofjärilar.